# Мост Илок — Бачка Паланка
Мост Илок — Бачка Паланка, претходно познат као Мост 25. мај, мост је на Дунаву који повезује градове Илок у Хрватској и Бачку Паланку у Србији. Дугачак је 825 метара. Отворен је 19. маја 1974. године под називом Мост 25. мај, по дану рођења Јосипа Броза Тита. Оштећен је, после вишеструких покушаја, током НАТО бомбардовања 4. априла 1999. године. Обновљен је три године касније, 30. априла 2002. године, и од тада су њиме поново почели да прелазе камиони и аутобуси, што није било дозвољено од 1999. године.
Мост је уједно и гранични прелаз, а у близини постоји и додатни копнени прелаз, према селу Нештин на западу.